# (10561) Shimizumasahiro
(10561) Shimizumasahiro est un astéroïde de la ceinture principale.

## Description
(10561) Shimizumasahiro est un astéroïde de la ceinture principale. Il fut découvert le 15 octobre 1993 à Kitami par Kin Endate et Kazuro Watanabe. Il présente une orbite caractérisée par un demi-grand axe de 2,75 UA, une excentricité de 0,17 et une inclinaison de 9,9° par rapport à l'écliptique.

## Compléments